# Canton de Batang
Le canton de Batang (chinois : 巴塘乡 ; pinyin : bātáng xiāng) est un canton de la province du Qinghai en Chine. Il est placé sous la juridiction de la ville-district de Yushu, dans la préfecture autonome tibétaine de Yushu. Le chef-lieu de la ville-district est Gyêgu (Jyekundo, Yushu), également chef-lieu de la préfecture autonome, et comme centre politique, économique et culturel souvent aussi appelé Yushu.
C'est sur le territoire de ce canton qu'est installé l'aéroport de Yushu-Batang (chinois : 玉树巴塘机场), (code IATA : YUS • code OACI : ZLYS), le second plus grand aéroport de la province du Qinghai après celui de Xining, situé à 26 km du centre de Gyêgu, a été ouvert au trafic le 1er août 2009.